# Бити (Нуоро)
Бити (итал. Bitti) је насеље у Италији у округу Нуоро, региону Сардинија.
Према процени из 2011. у насељу је живело 3013 становника. Насеље се налази на надморској висини од 522 м.

## Становништво
| 1931. | 1936. | 1951. | 1961. | 1971. | 1981. | 1991. | 2001. | 2011. |
| ----- | ----- | ----- | ----- | ----- | ----- | ----- | ----- | ----- |
| 5.340 | 5.733 | 5.829 | 5.774 | 4.645 | 4.473 | 3.928 | 3.481 | 3.019 |